# شکارچی با اسکالپل
شکارچی با اسکالپل (انگلیسی: Hunter with a Scalpel؛‏ کره‌ای: 메스를 든 사냥꾼) یک مجموعه تلویزیونی محصول کره جنوبی با بازی پارک جو هیون، پارک یونگ وو و کانگ هون است. این مجموعه در سال ۲۰۲۵ از یوپلاس موبایل تی‌وی منتشر خواهد شد.

## بازیگران
- پارک جو هیون در نقش سو سه هیون[۱]
- پارک یونگ وو در نقش یون جو گون[۱]
- کانگ هون در نقش جونگ جونگ هیون[۱]

## تولید

### توسعه
شکارچی با اسکالپل مجموعه‌ای در ژانر جنایی دلهره‌آور روان‌شناختی است که توسط استودیو اکس‌پلاس‌یو برنامه‌ریزی شده و توسط سول کریتیو و استودیو اکس‌پلاس‌یو تهیه‌کنندگی شده است. این مجموعه به کارگردانی لی جونگ هون و نویسندگی جو هان یونگ، پارک هیون شین، هونگ یون یی و جین سه هیوک است. این مجموعه دارای ۱۶ قسمت است.
در ۱۸ دسامبر ۲۰۲۴، ال‌جی یوپلاس تولید این مجموعه را تأیید کرد.

### انتخاب بازیگران
در ۲۱ اوت ۲۰۲۳، ان‌پی‌آی‌او انترتینمنت اعلام کرد که بازیگر کانگ هون پیشنهاد حضور در این مجموعه را دریافت کرده و در حال بررسی آن است.
در ۲ سپتامبر ۲۰۲۴، گزارش شد که پارک جو هیون در این مجموعه حضور پیدا می‌کند. در همین حال، تأیید شد که کانگ هون عضو گروه بازیگران است. در ۱۸ دسامبر، به صورت رسمی حضور پارک جو هیون، پارک یونگ وو و کانگ هون تأیید شد.